# 凯瑟琳·夏米
凯瑟琳·夏米（法語：Catherine Chamié，1888年12月13日—1950年7月14日）是一位俄罗斯裔法国化学家，主要从事放射性的研究。